# Fjärde söndagen i advent
Fjärde söndagen i advent eller fjärde advent är sista söndagen i adventsfastan.
Den infaller den söndag som infaller 18–24 december. Fjärde söndagen i advent kan alltså sammanfalla med julafton. Den liturgiska färgen är i Svenska kyrkan blå (nordisk särtradition för advent) eller violett, och i Romersk-katolska kyrkan violett. I båda dessa samfund står Jungfru Maria i fokus denna dag, varför även himmelsblå – Marias färg – kan användas. 
Temat för dagens bibeltexter enligt evangelieboken är Herrens moder.

## Svenska kyrkan

### Texter
Söndagens tema enligt 2003 års evangeliebok är Herrens moder. De bibeltexter som används för att belysa dagens tema är:
| Första årgången                                           | Andra årgången                                               | Tredje årgången                                                       | Psaltarpsalm       |
| Jesaja 40:9-11 Romarbrevet 10:4-8 Lukasevangeliet 1:46-55 | Sefanja 3:14-17 Filipperbrevet 4:4-7 Lukasevangeliet 1:30-35 | Jesaja 52:7-10 Andra Korinthierbrevet 1:17-22 Lukasevangeliet 1:39-45 | Psaltaren 145:8-13 |